# Echte spinners
De echte spinners (Bombycidae) zijn een familie van vlinders uit de superfamilie Bombycoidea. De bekendste vertegenwoordiger is de zijdevlinder (Bombyx mori). Het typegeslacht van de familie is Bombyx.

## Kenmerken
Deze forse insecten hebben een harig lichaam en zijn roomwit, grijs of bruin en hebben onderontwikkelde monddelen. De vleugels vertonen een opvallende vleugeladering en een haakvormige vleugeltop. De vleugelspanwijdte varieert van 2 tot 6 cm. De gladde rupsen hebben op het achterlijf vaak een hoornvormig aanhangsel.

## Leefwijze
De rupsen die de zijde produceren voeden zich met bladen van de moerbeiboom, weer anderen zijn gespecialiseerd op loof van vijgenbomen of aanverwante soorten. Door het gemis van monddelen eten de volwassen vlinders niet. De verpopping vindt plaats in een dikke, zijden cocon.

## Verspreiding en leefgebied
De familie heeft in Europa geen vertegenwoordigers. Ze komen meest voor in de tropische delen van Zuidoost-Azië op moerbeibomen en andere planten.

## Zijdewinning
De rupsen worden zeer gewaardeerd vanwege de gesponnen zijde, die men in de zijde-industrie gebruikt.

## Onderfamilies en geslachten
- Bombicinae
  - Amusaron Bouyer, 2008
  - Bombyx Linnaeus, 1758
  - Elachyophtalma Felder, 1861
    - = Laganda Walker, 1865
    - = Diversosexus Bethune-Baker, 1904

  - Ernolatia Walker, 1862
  - Gastridiota Turner, 1922[1]
  - Gunda Walker, 1862
    - = Aristhala Moore, 1878
    - = Clenora Swinhoe, 1899
    - = Norasuma Moore, 1872

  - Ocinara Walker, 1856
  - Racinoa Bouyer, 2008
  - Rondotia Moore, 1885
    - = Ectrocta Hampson, 1893

  - Trilocha Moore, 1860
    - = Naprepa Walker, 1855

  - Vingerhoedtia Bouyer, 2008
- Epiinae
  - Arotros Schaus, 1892
  - Colla Walker, 1865
    - = Aza Walker, 1865 non Aza Mulsant, 1850 (Coleoptera)
    - = Spanochroa Felder, 1874

  - Epia Hübner, 1820
    - = Anthocroca Butler, 1878

  - Quentalia Schaus, 1929
- incertae sedis
  - Bivinclua Dierl, 1978
  - Bivinculata Dierl, 1978
  - Dalailama Staudinger, 1895
  - Gnathocinara Dierl, 1978
  - Hanisa Moore, 1879
  - Moeschleria Saalmüller, 1890
  - Penicillifera Dierl, 1978
  - Triuncina Dierl, 1978
  - Vinculinula Dierl, 1978